# Yann Trégouët
Pour les articles homonymes, voir Trégouët.
Yann Trégouët est un acteur français, né à Paris le 25 janvier 1975.

## Filmographie

### Cinéma

#### Longs métrages
- 1992 : Trois Couleurs : Bleu de Krzysztof Kieślowski : Antoine
- 1995 : Artemisia d'Agnès Merlet : Fulvio
- 1996 : Le Déménagement de Denis Dercourt : Max
- 1999 : La Guerre dans le Haut Pays de Francis Reusser : David Aviolat
- 1999 : Le Petit Voleur d'Érick Zonca : Barruet
- 2000 : La ville est tranquille de Robert Guédiguian : le jeune homme qui provoque Gérard
- 2001 : Marie-Jo et ses deux amours de Robert Guédiguian : Sylvain
- 2003 : Fureur de Karim Dridi : Manu Ramirez
- 2005 : Camping sauvage de Christophe Ali et Nicolas Bonilauri : Fred
- 2006 : Itinéraires de Christophe Otzenberger : Thierry Chartier
- 2007 : Nés en 68 d'Olivier Ducastel et Jacques Martineau : Hervé
- 2008 : Lady Jane de Robert Guédiguian : le jeune homme du bar
- 2009 : L'Armée du crime de Robert Guédiguian : Commissaire David
- 2011 : La Mer à boire de Jacques Maillot : Luis
- 2011 : Le Secret de l'enfant fourmi de Christine François : Philippe
- 2012 : L'Enfant d'en haut d'Ursula Meier : Bruno
- 2015 : Une histoire de fou de Robert Guédiguian : Un policier
- 2016 : La Villa de Robert Guédiguian : Yvan
- 2023 : Et la fête continue ! de Robert Guédiguian : Jackson

#### Courts métrages
- 2000 : South de Jean-Claude Thibaut
- 2003 : La Faucheuse à ma mère de Carole Guenot : l'ami
- 2005 : Au royaume des aveugles de Jean-Luc Gaget : Léo
- 2008 : Pina colada d'Alice Winocour : David
- 2011 : Face de Christophe Deram
- 2012 : Crac! de Thierry Aguila : Marius Jacob
- 2013 : Sand de Rémi Bigot : L'homme
- 2016 : Le Vice caché des Navajos de Laetitia Mikles : Claude

#### Moyens métrages
- 2005 : J'ai besoin d'air de Natacha Samuel : Jako
- 2008 : Les Contre-jours de Gabriel Franck : L'inconnu

### Télévision

#### Séries télévisées
- 1990 : Les Compagnons de l'aventure : Lola et les Sardines : Renaud
- 1996 / 1999 : Les Steenfort, maîtres de l'orge : Charles Steenfort jeune
- 1999 : Un homme en colère : Marco
- 2009 : Suite noire : Ness
- 2010 : Chez Maupassant : Jean
- 2018 : Les Secrets : Matthieu Aguze
- 2018 : Profilage : Cédric Keller
- 2020 : Alex Hugo : Denis Pasquier
- 2020 : Balthazar : Renan Arzel
- 2020 : Alice Nevers : Bertrand Laval
- 2021 : Candice Renoir : Christian Thibaud
- 2025 : 37 Secondes : Artus Roussel

#### Téléfilms
- 2002 : Autrement de Christophe Otzenberger : Yann
- 2004 : Electrochoc de Gérard Marx : Didier
- 2006 : Mentir un peu d'Agnès Obadia : Christophe
- 2007 : L'Embrasement de Philippe Triboit : Emmanuel Tordjman
- 2010 : 4 garçons dans la nuit d'Edwin Baily : Robin Morin
- 2012 : Le Désert de l'amour de Jean-Daniel Verhaeghe : Gaston Basque
- 2013 : Mon ami Pierrot d'Orso Miret : Francis
- 2013 : Le Bœuf clandestin de Gérard Jourd'hui : Eustache Dulatre
- 2013 : Une femme dans la Révolution : Fouquier-Tinville
- 2016 : Marion, 13 ans pour toujours de Bourlem Guerdjou : Mr Mathis

### Théâtre
- 1993 : L'Impromptu de Versailles et Les Précieuses ridicules de Molière, mise en scène Jean-Luc Boutté, Comédie-Française Salle Richelieu
- 1997 : Les Précieuses ridicules : Almanzor
- 2005 : Le Butin de Joe Orton, mise en scène Marion Bierry, Théâtre Fontaine